# Blue Ribbon Award
De Blue Ribbon Award (ブルーリボン賞, Burū Ribon Shō) is een filmprijs die jaarlijks wordt uitgereikt door filmcritici en -schrijvers in Tokio, Japan. 

## Geschiedenis
De prijs werd ingevoerd in 1950 door The Association of Tokyo Film Journalists (東京映画記者会, Tōkyō Eiga Kishakai), die bestaat uit filmrecensenten van zeven sportkranten in Tokio. Aanvankelijk werd de prijs gesteund door enkele grote kranten zoals de Yomiuri Shinbun, Asahi Shinbun, Mainichi Shinbun, Sankei Shinbun, Tokyo Shinbun en Nihon Keizai Shinbun, maar zij trokken zich in 1961 teug. In 1967 werd de prijs opgeheven, maar in 1975 werd hij opnieuw ingevoerd. De uitreiking vindt jaarlijks plaats in februari.

## Status
De prijs heeft internationaal niet echt een hoge status, maar in Japan is het een van de meest prestigieuze filmprijzen, samen met de Japanse Academy Award. Films die in Japan deze prijs winnen, doen het vaak ook goed op internationale filmfestivals. 

## Categorieën
- Beste film
- Beste acteur
- Beste actrice
- Beste nieuwe artiest
- Meest populaire artiest
- Beste regisseur.